# Міста-побратими Києва
Міста-побратими Києва — іноземні міста, з якими міський голова Києва підписав угоду про співпрацю і з якими офіційно оголошено дружні зв'язки. 

У статті 7 «Статуту територіальної громади міста Києва» записано:
Київ може мати міста-побратими. Вибір міста-побратима здійснюється за рішенням Київської міської ради на основі двосторонніх угод.
11 лютого 2016 року Київрада, враховуючи війну між державами, розірвала «побратимські» відносини з Москвою, Волгоградом, Санкт-Петербургом, Улан-Уде, Республікою Комі та Махачкалою. Відповідне рішення підтримали 97 депутатів. Виконавчому органу Київради доручили вжити організаційно-правових заходів щодо припинення дії двосторонніх договорів, угод, меморандумів, протоколів та інших документів, що були підписані з відповідними містами та регіонами РФ.
9 червня 2022 року, під час повномасштабного вторгнення військ РФ до України, Київрада позбавила Мінськ статусу міста-побратима, який він мав з липня 1997 року.
14 вересня 2023 року, міські голови Києва й Берліна, Віталій Кличко та Кай Вегнер, повторно (06.06.2017, див. Табл.) підписали Угоду про партнерство між містами. Повідомляється, що Угоду про побратимство уклали під час візиту Київського міського голови до Берліну. Для німецької столиці, яка до того мала 17 міст-побратимів, Угода стала першою за останні 23 роки.
Станом на 2025 рік Київ має 72 міста-побратима:
| Місто          | Країна               | Дата угоди        |
| -------------- | -------------------- | ----------------- |
| Тампере        | Фінляндія            | 30 грудня 1954    |
| Лейпциг        | Німеччина            | 7 жовтня 1956     |
| Флоренція      | Італія               | 27 липня 1967     |
| Братислава     | Словаччина           | 3 квітня 1969     |
| Кіото          | Японія               | 7 вересня 1971    |
| Тулуза         | Франція              | 9 червня 1975     |
| Оденсе         | Данія                | 22 квітня 1989    |
| Единбург       | Велика Британія      | 17 липня 1989     |
| Мюнхен         | Німеччина            | 6 жовтня 1989     |
| Ухань          | КНР                  | 19 жовтня 1990    |
| Вільнюс        | Литва                | 21 червня 1991    |
| Чикаго         | США                  | 17 червня 1991    |
| Торонто        | Канада               | 29 липня 1991     |
| Анкара         | Туреччина            | 10 лютого 1992    |
| Відень         | Австрія              | 26 травня 1992    |
| Париж          | Франція              | 7 листопада 1992  |
| Краків         | Польща               | 19 лютого 1993    |
| Гельсінкі      | Фінляндія            | 12 березня 1993   |
| Кишинів        | Молдова              | 1 жовтня 1993     |
| Преторія       | ПАР                  | 5 жовтня 1993     |
| Будапешт       | Угорщина             | 19 жовтня 1993    |
| Пекін          | КНР                  | 13 грудня 1993    |
| Варшава        | Польща               | 4 лютого 1994     |
| Гавана         | Куба                 | 21 лютого 1994    |
| Таллінн        | Естонія              | 7 грудня 1994     |
| Єреван         | Вірменія             | 14 вересня 1995   |
| Афіни          | Греція               | 12 листопада 1996 |
| Софія          | Болгарія             | 11 вересня 1997   |
| Баку           | Азербайджан          | 12 вересня 1997   |
| Мехіко         | Мексика              | 25 вересня 1997   |
| Бішкек         | Киргизстан           | 2 жовтня 1997     |
| Ташкент        | Узбекистан           | 16 січня 1998     |
| Рига           | Латвія               | 29 травня 1998    |
| Астана         | Казахстан            | 11 червня 1998    |
| Сантьяго       | Чилі                 | 5 серпня 1998     |
| Стокгольм      | Швеція               | 24 березня 1999   |
| Тбілісі        | Грузія               | 29 травня 1999    |
| Рим            | Італія               | 2 листопада 1999  |
| Єрусалим       | Ізраїль              | 20 лютого 2000    |
| Ріо-де-Жанейро | Бразилія             | 4 вересня 2000    |
| Бразиліа       | Бразилія             | 5 вересня 2000    |
| Буенос-Айрес   | Аргентина            | 7 вересня 2000    |
| Лісабон        | Португалія           | 26 жовтня 2000    |
| Ашгабат        | Туркменістан         | 14 травня 2001    |
| Триполі        | Лівія                | 29 травня 2001    |
| Белград        | Сербія               | 4 червня 2002     |
| Женева         | Швейцарія            | 29 вересня 2003   |
| Джакарта       | Індонезія            | 30 травня 2005    |
| Сучжоу         | КНР                  | 14 червня 2005    |
| Ліма           | Перу                 | 14 жовтня 2005    |
| Берлін         | Німеччина            | 6 червня 2017     |
| Берн           | Швейцарія            | 5 грудня 2019     |
| Гуанчжоу       | КНР                  | 2 вересня 2020    |
| Познань        | Польща               | 28 квітня 2021    |
| Подгориця      | Чорногорія           | 9 вересня 2021    |
| Тирана         | Албанія              | 26 жовтня 2021    |
| Гамбург        | Німеччина            | 24 квітня 2022    |
| Мадрид         | Іспанія              | 29 червня 2022    |
| Осло           | Норвегія             | 19 серпня 2022    |
| Ліон           | Франція              | 19 серпня 2022    |
| Марсель        | Франція              | 19 серпня 2022    |
| Барселона      | Іспанія              | 24 вересня 2022   |
| Сараєво        | Боснія і Герцеговина | 28 листопада 2022 |
| Дублін         | Ірландія             | 28 листопада 2022 |
| Вроцлав        | Польща               | 15 березня 2023   |
| Тайбей         | Тайвань              | 30 березня 2023   |
| Копенгаген     | Данія                | 19 квітня 2023    |
| Сеул           | Південна Корея       | 26 вересня 2023   |
| Берлін         | Німеччина            | 15 вересня 2023   |
| Брюссель       | Бельгія              | 16 листопада 2023 |
| Загреб         | Хорватія             | 4 травня 2024     |
| Лейпциг        | Німеччина            | 3 липня 2025      |